# Bercy 2001
Albums de Michel Sardou
Français Du plaisir
Bercy 2001 est le quatorzième album live de Michel Sardou enregistré en 2001 lors de son cinquième passage au Palais omnisports de Paris-Bercy et paru le 13 avril 2001. Il suit la sortie de l'album Français. Il a reçu la certification de disque d'or, ce qui correspond à 100 000 exemplaires vendus, en France. 
Au cours de la tournée 2001, Michel Sardou donne un concert gratuit sur le port de Marseille le 29 juin 2001 devant 8 000 privilégiés.

## Liste des titres
| 1.  | Les Lacs du Connemara                        | 4:45 |
| 2.  | J'accuse                                     | 3:37 |
| 3.  | Chanteur de jazz                             | 4:09 |
| 4.  | L’avenir c’est toujours pour demain          | 4:32 |
| 5.  | Rouge                                        | 3:58 |
| 6.  | Les Villes de solitude                       | 3:18 |
| 7.  | Le Privilège                                 | 4:06 |
| 8.  | Tu te reconnaîtras                           | 4:27 |
| 9.  | Maman (sketch avec la voix de Jackie Sardou) | 5:57 |
| 10. | Putain de temps                              | 3:39 |
| 11. | Afrique adieu                                | 4:23 |
| 12. | Je vais t'aimer                              | 5:37 |
| 13. | Être une femme                               | 3:10 |

| 1.  | Le Bac G                                     | 3:34 |
| 2.  | Parce que c’était lui, parce que c’était moi | 3:34 |
| 3.  | L’Autre femme                                | 3:48 |
| 4.  | Je n’aurai pas le temps                      | 4:03 |
| 5.  | Corsica                                      | 3:37 |
| 6.  | La Bataille                                  | 3:50 |
| 7.  | Musulmanes                                   | 5:02 |
| 8.  | L’An mil                                     | 6:19 |
| 9.  | Français                                     | 3:37 |
| 10. | Salut                                        | 6:50 |
| 11. | Cette chanson-là                             | 4:36 |

## Crédits

### Musiciens
- Arrangements et direction musicale et piano: Arnaud Dunoyer de Segonzac
- Batterie : Marcello Surace
- Guitares : Bruno Dandrimont et Hugo Ripoll
- Basse : Laurent Cokelaere
- Claviers : Frédéric Renaudin
- Percussions : David Mirandon
- Cuivres : Michel Feugère, Jean Gobinet, Eric Seva et Damien Verherve
- Choristes : Angeline Annonier, Babette Baile, Virginie Constantin, Olivier Constantin, Jean-Jacques Fauthoux et Franck Noël
- Cordes : Floriane Bonanni, Nathalie Carlucci, Elysabeth Chalmey, Hélène Corbellari, Marie Nonon, Belinda Peake, Lysiane Metry et Mathilde Sternat
- Fanfare : Orchestre d'harmonie des Sapeurs Pompiers des Yvelines dirigée par le Lieutenant R. Regel

### Équipe technique et production
- Production : Michel Sardou, Annette et Jean-Claude Camus pour Camus & Camus Productions
- Direction de production : Roger Abriol assisté de Marie-Pierre Bussac
- Régie générale : Michel Marseguerra
- Régisseur : Jean-Marie Barbe
- Mise en scène : Bernard Schmidt
- Pom pom girls : Eurogirls
- Conception lumières : Jacques Rouveyrollis assisté de Marine Balestra
- Sonorisation salle : Philippe Parmentier, Jean-Jacques Dialo et Stéphane Gral
- Sonorisation scène : Xavier Gendron, Rémy Blanchet et Stéphane Jouve

### Les dates de la tournée
Palais de Paris Bercy du 13 janvier au 5 février 2001.
Lille Zénith Aréna, 6-7/02/2001
Douai Gayant Expo, 08/02/2001
Reims Parc des expositions, 09/02/2001
Orléans Le zénith, 10-11/02/2001
Mulhouse Parc des expositions, 13/02/2001
Strasbourg Le rhénus, 14/02/2001
Prilly (Suisse) Patinoire De Malley, 15/02/2001
Genève Geneva Arena, 16-18/02/2001
Bourg En Bresse Parc Des Expositions, 20/02/2001
Valence Halle Polyvalente, 21/02/2001
Lyon Halle Tony Garnier, 22-23-24/02/2001
Albertville Halle Olympique, 27/02/2001
Clermont-Ferrand Maison Des Sports, 28/02/2001
Grenoble Summum, 01/03/2001
Montpellier Le Zénith, 03-04/03/2001
Nîmes Arènes, 06/03/2001
Marseille Le Dôme, 07-08/03/2001
Toulon Zénith Oméga, 09-10/03/2001
Le Cannet Salle La Palestre, 11/03/2001
Bordeaux Patinoire Meriadeck, 20-22/03/2001
La Rochelle Parc Des Expositions, 23/03/2001
Lorient Parc Des Expositions, 24/03/2001
Rennes Le Liberté, 27-28/03/2001Angers Amphitea, 29/03/2001
Caen Le Zénith, 30/03/2001
Brest Parc De Penfeld, 01/04/2001
Nancy-Maxeville Le Zénith, 03/04/2001
Metz Galaxie Amneville, 04/04/2001
Bruxelles Forest National, 05-08/04/2001
Toulouse Le Zénith, 11-12-13/04/2001
Pau Le Zénith, 14-15/04/2001
Agen Parc Des Expositions, 16/04/2001
La Roche Sur Yon Parc Oudalries, 18/04/2001
Cholet La Melilerale, 19/04/2001
Le Mans Antares, 20/04/2001
Amiens Megacite - Parc Des Expos, 21/04/2001
Liévin Stade Couvert Régional, 22/04/2001
Calais Calypso-Comp. De La Mi Voix, 23/04/2001
Dijon Parc Des Expositions, 25/04/2001
St Étienne Palais Des Spectacles, 26/04/2001
Amiens Megacité - Parc Des Expos, 30/04/2001
Bruxelles Forest National, 01-02/05/2001
Rouen Zénith, 03-04/05/2001
Bourg En Bresse Parc Des Expo, 09/05/2001
Martigues La Halle De Martigues, 10/05/2001
Montpellier Zénith, 11/05/2001
Lyon Halle Tony Garnier, 12/05/2001
Fribourg (Suisse) Forum, 13/05/2001

## Vidéo
Une vidéo de ce concert, réalisée par Jean-Louis Machu, a été éditée aux formats VHS et DVD en 2001. Le DVD comporte en bonus un documentaire de 12 minutes sur les coulisses du spectacle.